# Octolobus spectabilis
Octolobus spectabilis är en malvaväxtart som beskrevs av Friedrich Welwitsch. Octolobus spectabilis ingår i släktet Octolobus och familjen malvaväxter. Inga underarter finns listade i Catalogue of Life.